# 布瓊諾夫斯克醫院人質危機
布瓊諾夫斯克醫院人質危機（俄语：Теракт в Будённовске）发生在第一次車臣戰爭期間的1995年6月14日至19日，当时由沙米尔·巴萨耶夫领导的80至200名车臣分离主义分子袭击了俄罗斯南部城市布瓊諾夫斯克，该城市位于与當時事实上独立的伊奇克里亞車臣共和國以北約110公里。这次袭击导致俄罗斯与车臣分离主义分子之间停火，並開始進行和平谈判。129名平民在恐怖攻擊中喪生。  

## 事件过程[1]
1995年6月14日上午，一群195人的恐怖分子從達吉斯坦境內抵達布登諾夫斯克。恐怖分子劫持了布登諾夫斯克 1,200 多名居民作為人質，他們被送往第二區醫院。

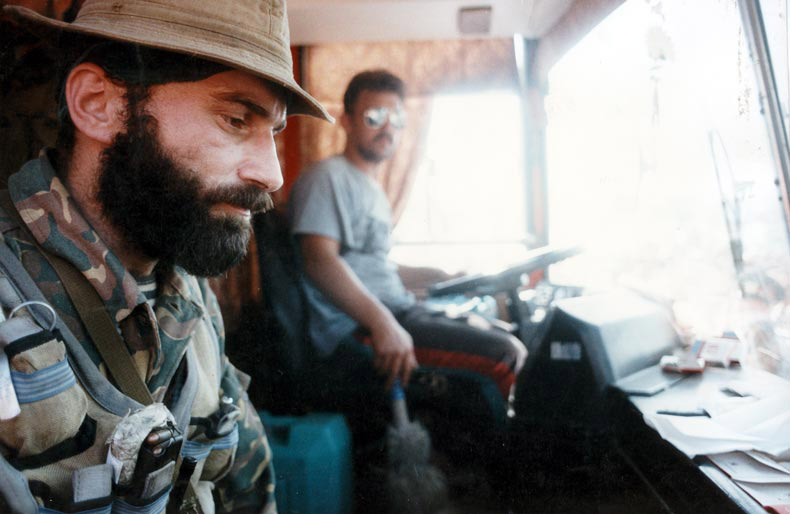
案件主嫌巴萨耶夫于6月19日登车离开

1995年6月19日協議簽署後，人質中的111名婦女和兒童被釋放。

## 事件结果
武装劫持人质事件造成 129 人死亡（其中包括 18 名警察和 17 名军人），415 人受不同程度的枪伤。198 辆汽车被烧毁和损坏，儿童创意之家被纵火焚烧，市医院、内务部、市政府大楼等共计 54 处建筑、107 户私人家庭严重受损，1500 多名市民被劫持为人质。总经济损失超过了 950 亿卢布。

## 事后调查
2018年11月20日，聯邦安全局 (FSB) 的員工與俄羅斯內務部一起在莫斯科拘留了参与该事件的团伙成员。
2024年6月3日俄羅斯聯邦調查委員會宣布逮捕卡姆扎特·佐耶夫 (Khamzat Zoev)，据称此人系参与该事件的团伙成员。
参考和引用  
1. ↑  . Настоящее Время.   [2024-06-03]. （原始内容存档于2024-06-03） （俄语）.
2. ↑  Баталина, Елена. . Известия. 2018-11-20  [2024-06-03]. （原始内容存档于2024-06-03） （俄语）.
3. ↑  Агасиева, Таибат. . Известия. 2024-06-03  [2024-06-03]. （原始内容存档于2024-06-04） （俄语）.